# Robert Morris
Robert Morris (Kansas City, 9 de fevereiro de 1931 – Kingston, 28 de novembro de 2018) foi um artista, escultor, e escritor modernista estadunidense. Fez contribuições significativas aos movimentos minimalista e land art.

## Galeria de imagens

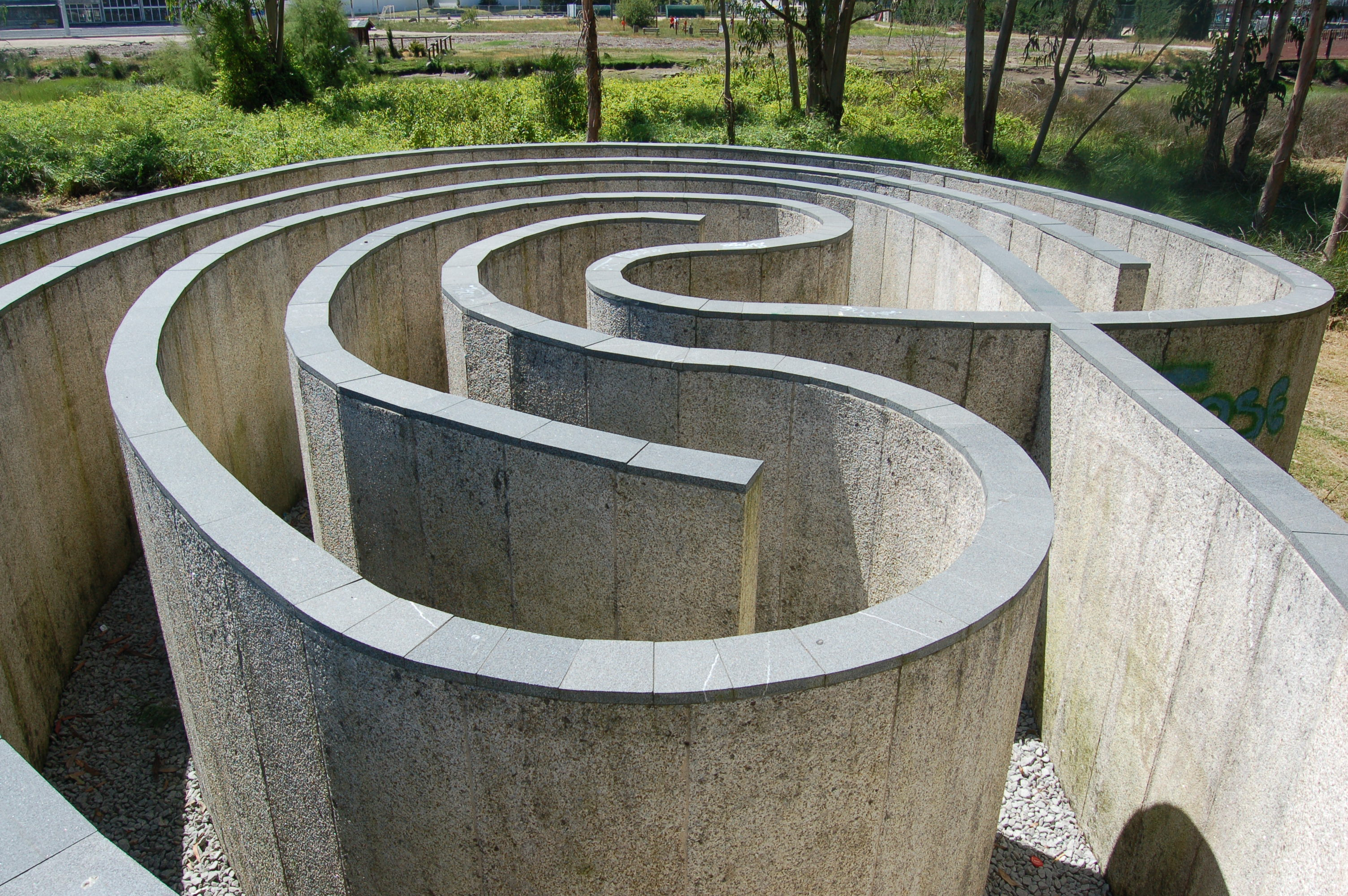
Labirinto de Pontevedra
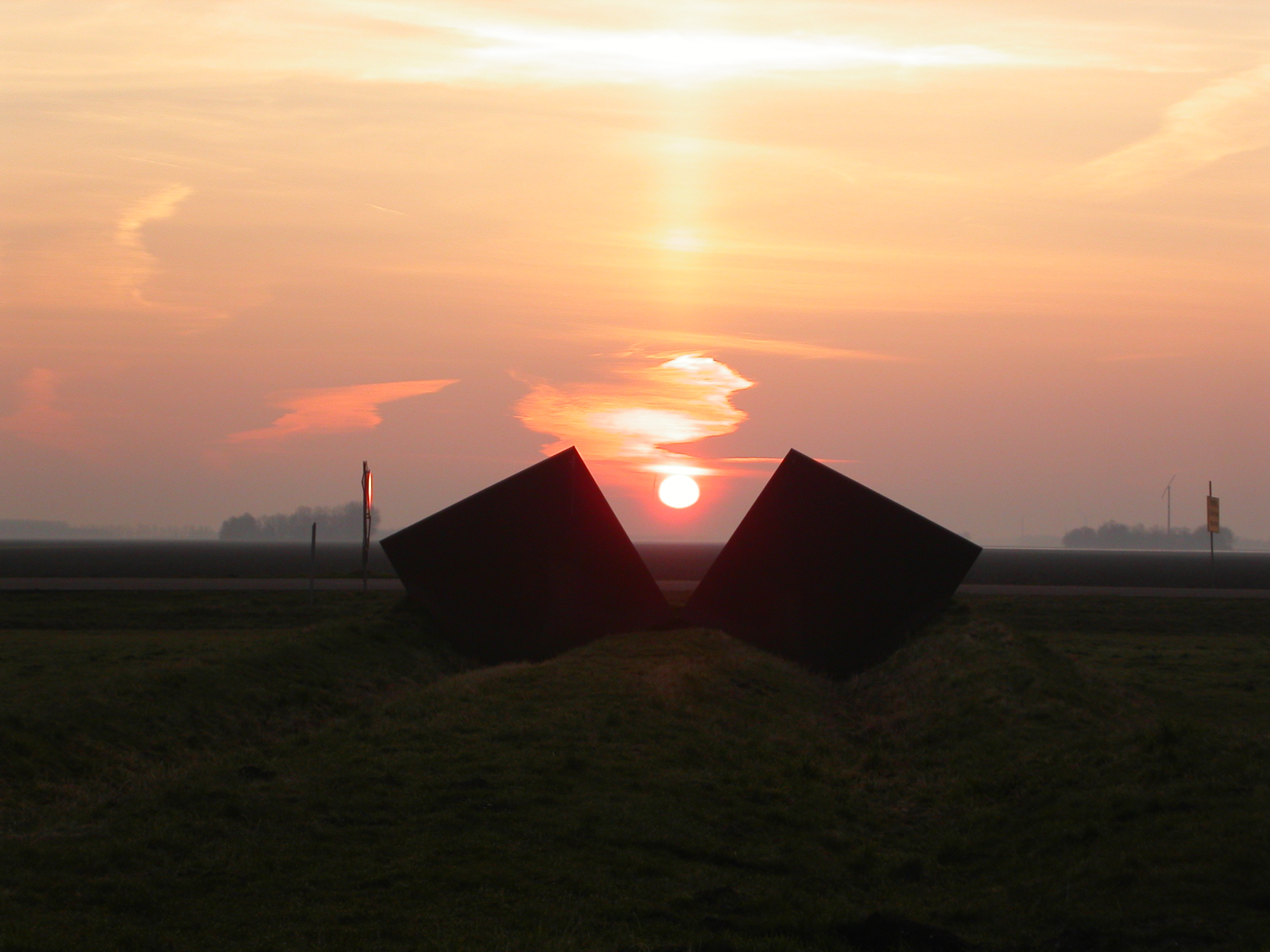
Observatório
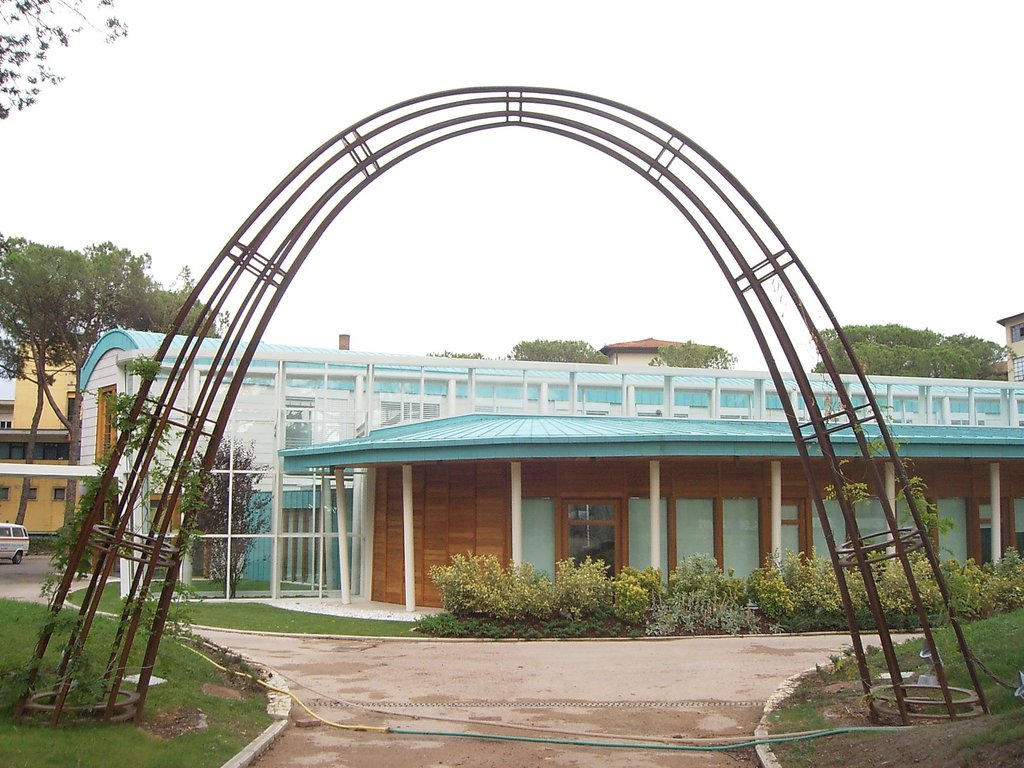
Arco de bronze
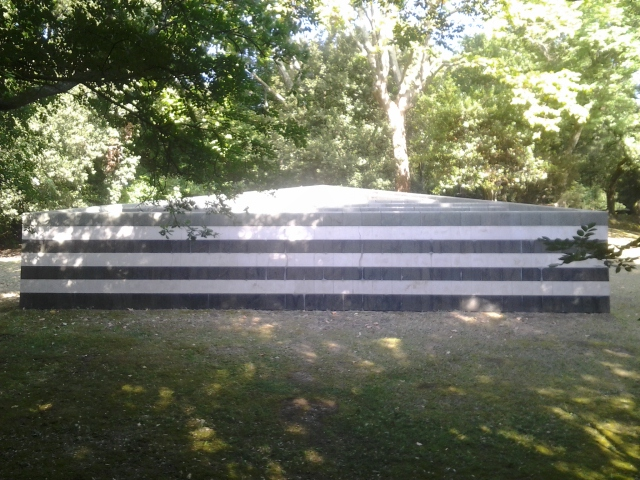
Arco de bronze